# Броновиці (Жарський повіт)
Броновіце (пол. Bronowice) — село в Польщі, у гміні Тшебель Жарського повіту Любуського воєводства.
Населення — 367 осіб (2011).
У 1975-1998 роках село належало до Зеленогурського воєводства.

## Демографія
Демографічна структура станом на 31 березня 2011 року:
|          | Загалом | Допрацездатний вік | Працездатний вік | Постпрацездатний вік |
| -------- | ------- | ------------------ | ---------------- | -------------------- |
| Чоловіки | 182     | 35                 | 129              | 18                   |
| Жінки    | 185     | 46                 | 98               | 41                   |
| Разом    | 367     | 81                 | 227              | 59                   |